# البطل (مسلسل)
البطل (بالتركية: Şampiyon)‏ مسلسل تلفزيوني درامي تركي بدأ عرضه في 12 سبتمبر عام 2019 على قناة تي أر تي 1، وانتهى في 13 أغسطس 2020. من بطولة تولجاهان سايشمان ويلدز جاغري عتيقسوي وإردل أوزيجغلار وإركان أفجي.

## القصة
تدور أحداث القصة حول الملاكم المعتزل فيرات بولوك باشي الملقب ب"القوقازي"الذي ماتت زوجته "أيلول"تاركة له ابن "غونيش"
تخلى فيرات عن الملاكمة لمدة 7 سنوات بعد مباراته مع البطل نجدت صبحي أوزار والذي مات هذا الاخير اثناء المباراة حيث اتهم فيرات بأنه هو القاتل.
و بعد كل هذه السنوات انتقل فيرات إلى إسطنبول لعلاج ابنه المصاب بحمى البحر الابيض المتوسط حيث تعرض للسرقة مما دفعه للبقاء في صالة المدرب يمان غون ألتاي بجانب ظفر ونسيلهان
و بدأت الاحداث عندما ذهب فيرات وابنه إلى المستشفى حيث يلتقي باخت نجدت صبحي الدكتورة سونا اوزار والتي تحولت قصة انتقامهم إلى قصة عشق بعدما عرفت سونا الحقيقة بعد رؤيتها للفيديو الذي سجله مدرب نجدت"عاكف"و الذي قتل هذا الاخير على يد تانسل
بعدها تخرج شخصية جديدة في المسلسل وهي درويش ألاداغلي وهو جد غونيش الحقيقي والذي ينتهي به المطاف في السجن حيث قتل مسموما على يد ابنته "اليزا"أو ايليف
يخوض القوقازي عدة مباريات ويصبح بطلا عالميا ويحصل على حزام WBC ولكنه يموت في آخر مباراة له تاركا ابنه خلفه

## الشخصيات
| الممثل             | الدور   | عدد الحلقات |
| ------------------ | ------- | ----------- |
| تولجاهان سايشمان   | فيرات   | 1-          |
| يلدز جاغري عتيقسوي | سونا    | 1-          |
| إردل أوريجغلار     | يامان   | 1-          |
| إركان أفجي         | ظافر    | 1-          |
| أمير أوزيكشر       | جونيش   | 1-          |
| إلايدا علشان       | نسليهان | 1-          |
| محمد بوز دوغان     | تانسال  | 1-          |
| بهار سوار          | مجلى    | 1-          |
| فولكان كسكين       | أوراز   | 1-          |
| خالد أوزغور صره    | كرم     | 1-          |
| وداد ايرينسين      | هارون   | 1-          |
| ملتم ساوجي         | جولتان  | 1-          |
| برك يايجن          | سرحات   | 1-          |
| جيزام كاراجا       | أليسا   | 16-         |

## موعد العرض
| الموسم | الموسم | الحلقات | الحلقات | البث الأصلي    | البث الأصلي   | البث الأصلي |
| الموسم | الموسم | الحلقات | الحلقات | البث الأول     | البث الأخير   | الشبكة      |
| ------ | ------ | ------- | ------- | -------------- | ------------- | ----------- |
|        | 1      | 34      | 34      | 12 سبتمبر 2019 | 13 أغسطس 2020 | TRT1        |

## روابط خارجية
- البطل على موقع IMDb (الإنجليزية)
- البطل على موقع كينوبويسك (الروسية)